# Винниковцы
Винниковцы (укр. Вінниківці) — село на Украине, находится в Литинском районе Винницкой области.
Код КОАТУУ — 0522481603. Население по переписи 2001 года составляет 331 человек. Почтовый индекс — 22351. Телефонный код — 4347.
Занимает площадь 0,194 км².
В селе действует храм Архистратига Божьего Михаила Литинского благочиния Винницкой епархии Украинской православной церкви.

## Адрес местного совета
22351, Винницкая область, Литинский р-н, с. Горбовцы, ул. Кирова, 62